# Aleksandr Kulaguin
Aleksandr Kulaguin (rus: Александр Викторович Кулагин)  (Kaliningrad, 29 de juny de 1954) és un remer rus, ja retirat, que va competir sota bandera de la Unió Soviètica durant les dècades de 1970 i 1980.
El 1980 va prendre part en els Jocs Olímpics d'Estiu de Moscou, on guanyà la medalla de plata en la prova del quatre sense timoner del programa de rem. Formà equip amb Valeri Dolinin, Aleksei Kamkin i Vitaly Yeliseyev.
En el seu palmarès també destaquen quatre medalles al Campionat del Món de rem en el quatre sense timoner, dues d'or i dues de plata, entre les edicions del 1977 i 1983.